# 幸福街道 (哈尔滨市)
幸福街道，是中华人民共和国黑龙江省哈尔滨市双城区下辖的一个街道办事处，位于双城区东北，京哈铁路、102国道过境。
2015年3月撤销幸福满族乡，设立幸福街道。

## 行政区划
幸福街道下辖以下地区：
久援村、久前村、永支村、幸福村、庆城村、庆宁村、永庆村和安西村。